# Legnica
Legnica (em alemão: Liegnitz) é um município da Polônia, na voivodia da Baixa Silésia. Estende-se por uma área de 56,29 km², com 99 486 habitantes, segundo os censos de 2019, com uma densidade 1772 hab/km².